# Всебашкирські курултаї

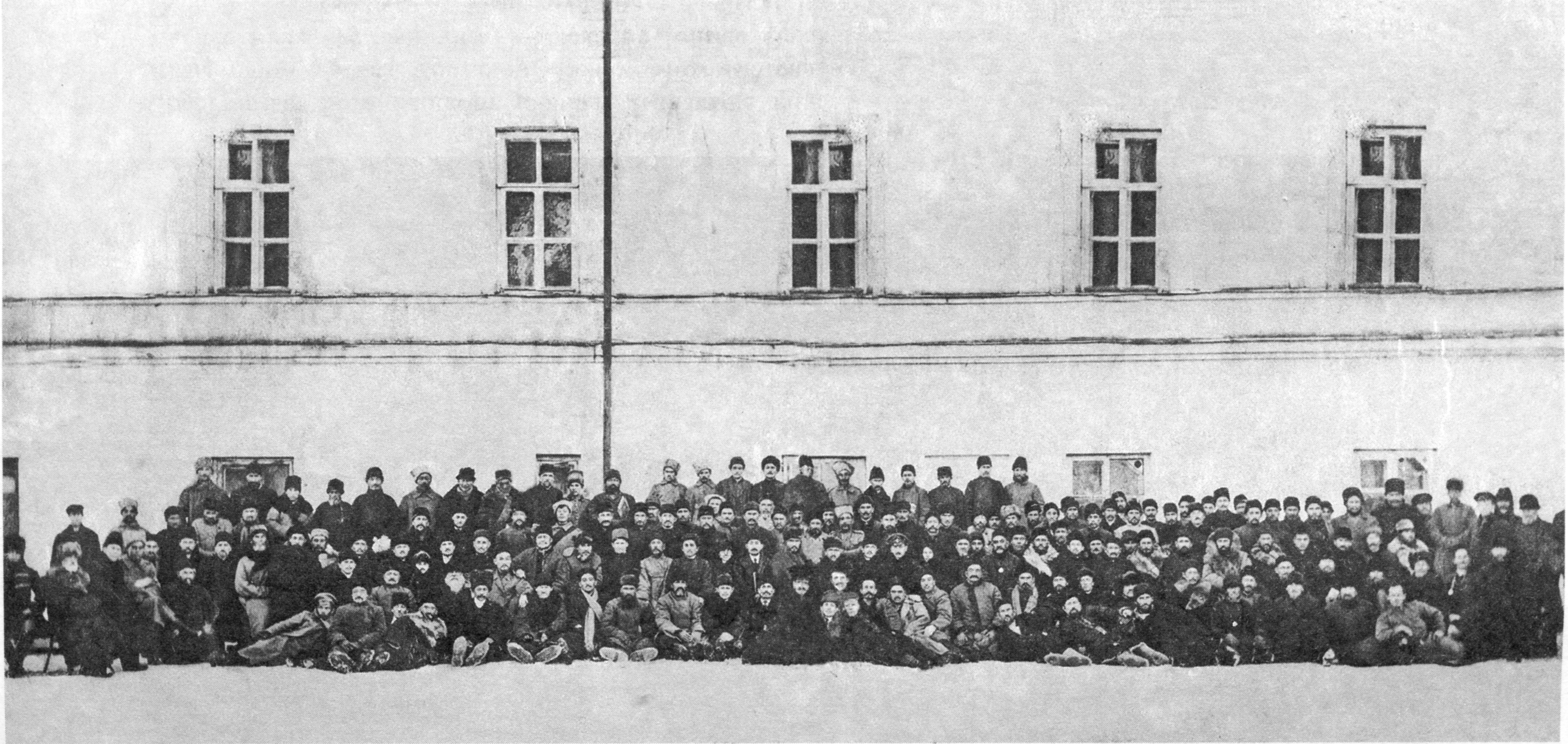
Делегати III Всебашкирського установчого з'їзду. Оренбург. 8-20 грудня 1917.

Всебашкирські курултаї — з'їзди башкир Оренбурзької, Пермської, Самарської, Уфимської та інших губерній, що проходили в період революцій 1917 року і визначили подальшу стратегію національного розвитку башкирського народу.
Від волостей, де башкири становили більшу частину населення, на з'їзд обиралися по два делегати. У курултаях дозволялося брати участь і представників інших народів краю.

## I Всебашкирський курултай
На I Всебашкирському з'їзді (курултаї), що відбувся 20-27 липня 1917 року в Оренбургу, і в роботі якого взяли участь близько 70 представників із  Уфимська губернія, Оренбурзька губернія, Самарська губернія, Пермська губернія та Челябінської губернії, відбулося оформлення національного руху за автономію держави Башкортостан.
З'їзд обрав Башкирський уряд (шуро)   у складі 6 осіб (Манатов Ш.А., Г. Мутін, І. Мутін, С. Мрясов, У. Куватов, Х. Юмагулов). За кількістю поданих голосів перевершив Шариф Манатов, він і став першим головою Шуро.
На з'їзді були прийняті резолюції про створення національно-територіальної автономії у складі РСФРС, про діяльність волосних рад (шуро), про участь у виборах до Всеросійських установчих зборів, про припинення війни без анексій та контрибуцій, організацію національних збройних формувань, і повернення земельних володінь башкирам, націоналізації Караван-Сарая, перепису башкирського населення, установі національного валютного та майнового фонду, загальної безкоштовної середньої освіти, рівноправності чоловіків та жінок. На відображенні останньої резолюції, вплинула доповідь делегатки із Самарської губернії Кушаєвої Рабиги Янгулівна.
На з'їзді також було ухвалено рішення про проведення наступного з'їзду в Уфі.

## II Всебашкирський курултай
II Всебашкирський з'їзд відбувся 25-29 серпня 1917 в Уфі. У ньому взяли участь близько 100 делегатів. З'їзд знову висловився за федеративно-демократичний устрій Росії і переобрав регіональне шуро: його склад збільшився до 12 осіб, головою шуро переобрано Манатов Шаріфв , а заступником Ахмет-Закі Валіді. Членами Шуро стали Н. Тагіров, X. Габітов, До. Кабіров, А. Гумаров, Г. Хасанов, М. Смаков, Ф. Давлетшин, Ш. Бабич, С. Атнагулов, С. Мрясов; кандидати — Гайнулла Гірфанов, Юнус Бікбов, Шахмухамед Біккузін, Арсланбек Алімгулов.
Курултай визначив постійну резиденцію башкирського уряду в Караван-сараї (Оренбург) і створив його секретаріат в Уфі (голова секретаріату - Ф. А. Ахмадуллін) і Челябінську (голова — Н. Т. Тагіров).
На з'їзді було поставлено питання про територіально-національну автономію башкир:
«Попереду башкир, крім національно-культурної автономії, стоїть ще більш важке завдання - здійснення територіальної автономії».
З'їзд прийняв постанову про:
- національну єдність, соціальному, культурному і політичному відродженні башкирів;[1]
- збереження спрямованості Башкирського національний руху на створення національно-територіальної автономії (див територіальна автономія)
- та повага до прагненьтатар створити національно-культурної автономії тощо.

Також на з'їзді був затверджений список кандидатів у депутати Всеросійських Установчих зборів від башкир Оренбурзької, Пермської, Самарської та Уфімської губерній.
За результатами першого і другого загальнобашкирських з'їздів було обрано Башкирську обласну (центральну) раду і вирішено видавати газету «Башкорт».

## III Всебашкирський курултай
III Всебашкирський курултай проходив 8 грудня (21 грудня) 1917-20 грудня 1917 (2 січня 1918) в Оренбурзі, був названий Установчим курултаєм Башкурдистану (Держава Башкортостан). У його роботі брали участь 223 делегати, з них 194 делегати з вирішальним та 29 — з дорадчим голосом. Переважна більшість делегатів була з башкир, 44 росіян, по одному делегату направили на з'їзд чуваші, татари та марійці.
Курултай схвально зустрів проголошення національно-територіальних автономій Туркестану та Казахстану. Результатами ІІІ Всебашкирського установчого курултаю було затвердження створення національно-територіальної автономії Держава Башкортостан.  Надалі частина із цієї території увійшла в СРСР як Башкирська Автономна Радянська Соціалістична Республіка і набагато пізніше — Республіка Башкортостан.
На з'їзді було прийнято резолюцію про
- затвердження автономного Башкурдистану (Держава Башкортостан) в межах території Малої Башкирії, з умовою його подальшого розширення до розмірів території  Великої Башкирії;
- про щорічне відзначення 15 листопада Дня проголошення автономії;
- про входження до складу федеративної Росії
- про можливість створення союзної держави між Башкурдистаном, Казахстаном та Туркестануом всередині федеративної Росії;
- про повноваження Башкирського центрального шуро;
- про організацію Башкирське військо 1917—1919 та міліції; та ін.

З постанови ІІІ Установчого курултаю башкир м. Оренбург 8-20 грудня 1917 року «Про затвердження автономії Башкурдистану та її ознаменування»:
Оголошена, 15 листопада Центральним Башкирським Шуро, територіально-національна автономія Башкурдистану Курултай стверджує одноголосно. В ознаменуванні Башкурдистану відкрити одну вищу медресе /університет/, один великий музей, назвавши їх ім'ям Башкурдистану. Для підготовки людей для Башкирського уряду призначити для вищих навчальних закладів двадцять стипендій. Десять стипендій із них використовуватиметься всередині Росії, решта — за кордоном. Для цих заходів створити національний «фонд», організувавши передплату серед населення Башкурдистану. Приурочивши до днів оголошення свободи проводити у майбутньому урочистості територіально-національної автономії Башкурдистану. Провести свято територіальної автономії після Рамадан-Гаїда у північній частині Орського повіту річкою Кукідель. /Затверджено 20 грудня на 18 засіданні
Приймалися ухвали щодо кантонного управління, соціалізації землі, культури, освіти та науки.
На з'їзді було обрано склад Передпарламенту Башкурдистану - Кесе-Курултаю Кесе-Курултаю та затверджено склад Башкирського Уряду